# Saïd Aouita
Saïd Aouita (Kenitra, 2. studenog 1959.), marokanski atletičar, srednjeprugaš (od 800 do 5000 m), Olimpijski pobjednik na 5000 m s Olimpijskih igara u Los Angelesu, 1984. godine.
Prvi je iz plejade sjajnih arapskih atletičara koji, od njegove pojave pa do danas, suvereno vladaju srednjim prugama.
Svijetu se prvi puta predstavio na atletskom SP u Helsinkiju 1983., gdje osvaja brončanu medalju na 1500 m.
Iako mu je specijalnost bila 1500 m, u povijest atletike ušao je kao prvi čovjek koji je pretrčao 5000 m za manje od 13 minuta (12:58.39, Rim, 22. srpnja 1987.). Nadalje, sudjelovao je i u utrci u kojoj je Steve Cram, u Nici 16. srpnja 1985., postao prvi čovjek koji je pretrčao 1500 m ispod 3:30 (3:29.67, Aouita drugi s 3:29.71). Mjesec dana poslije Aouita postavlja "svoj" svjetski rekord na 1500 m (3:29.46) u, tada zapadnom, Berlinu.
Ukupni je pobjednik serije Grand Prix IAAF 1986., 1988. i 1989. godine.
Kao što se svijetu predstavio prvi puta na SP, tako se i povlači iz atletike nakon SP u Tokiju, 1991. godine, gdje totalno podbacuje, zauzimajući u finalu, za njega razočaravajuće, 11. mjesto.

## Rani život
Saïd Aouita rođen je 2. studenog 1959. u Kenitri, obalnom marokanskom gradu. Devet godina kasnije, preselio se zajedno s obitelji u Fes zbog prirode očeva posla. Kao dijete provodio je većinu vremena igrajući nogomet i želio je biti sjajan nogometaš; međutim, njegove izvanredne vještine u trčanju natjerale su njegove trenere da mu predvide veliku budućnost u atletici.

## Trkačka karijera
Aouita je svoj prvi put prema slavi započeo na Svjetskom prvenstvu u atletici 1983. koje je održano u Helsinkiju. Sudjelovao je na 1500 m i u finalu završio treći, uzevši brončanu medalju, nakon što je tempo usporio na zadnjih 1000 metara, a zatim završio sprintom.
Godine 1984. Aouita je odlučio trčati 5000 m na Ljetnim olimpijskim igrama 1984. godine. Antonio Leitão iz Portugala natjecao se prvi veći dio utrke. Aouita je ostao iza Leitaa, a zatim je u zadnjem krugu projurio pored njega i pobijedio.
Godina 1985. je bila rekordna za Aouitu. Trčao je dva svjetska rekorda: prvo na 5000 m (13: 00,40) u Oslu 27. srpnja, zatim na 1500 m (3: 29,46) 23. kolovoza.
Godine 1986. propustio je postaviti svjetski rekord u 3000 m za 0,44 sekunde.
Godine 1987., glavni cilj Aouite bio je istaknuti se na svjetskom prvenstvu održanom u Rimu i srušiti rekorde. Prvo je u Parizu oborio svjetski rekord na 2000 m s vremenom 4: 50,81, a samo šest dana kasnije, iznenadio je svijet oborivši vlastiti svjetski rekord na 5000 m, postavši prvi čovjek ispod 13 minuta, s vremenom 12: 58,39 minuta. Za svjetsko prvenstvo u atletici 1987. godine Aouita se odlučio natjecati na 5000 m. U finalu na 5000 m, Kenijac John Ngugi postavio je jaki tempo, ali nipošto brz. Aouita, uvijek kontrolirajući utrku, pojurio je prrd sam kraj, predvodeći masovni sprint prema cilju. Pobijedio je rezultatom 13: 26,44.
Godine 1988. godine, na Ljetnim olimpijskim igrama 1988., pokušao se utrkivati u 800 m i 1500 m, ali je ozljedio tetivu, zbog čega je utrku na 800 m završio na trećem mjestu, a iz utrke na 1500 m se povukao iako se kvalificirao za polufinale. Unatoč tome, njegova brončana medalja učinila ga je jedinim sportašem u povijesti koji je osvojio medalje i na 800 m i 5000 m.
Godine 1989., Aouita je osvojio 3000 m na Svjetskom dvoranskom prvenstvu u Budimpešti. Kasnije te godine srušio je svjetski rekord za istu udaljenost u njemačkom Kölnu s vremenom 7: 29,45 i tako postao prvi čovjek u povijesti koji je otrčao tu udaljenost ispod 7:30:00.
Aouita je bio svestrani trkač na srednje i duge staze, isticao se na utrkama između 800 m i 10 000 m tijekom osamdesetih. Utrkivao se i pobijedio protiv olimpijskih prvaka Joaquima Cruza (800 m), Petera Rona (1500 m), Johna Ngugija (5000 m) i Alberta Cove (10000 m) u njihovim primarnim disciplinama. Između rujna 1983. i rujna 1990. pobijedio je na 115 od svojih 119 utrka. Izgubio je od svjetskog prvaka Stevea Crama na 1500 m, olimpijskog brončanog Alessandra Lambruschinija na 3000 m s preponama, olimpijskih prvaka Joaquima Cruza i Paula Erenga na 800 m i svjetskog prvaka Yobesa Ondiekija na 5000 m.
Početkom devedesetih Aouita je operirao nogu, nakon čega su mu liječnici savjetovali da zbog svog zdravlja prekine sportsku karijeru. Nakon niza neuspjeha na brojnim utrkama odlučio je napustiti atletiku.

### Uspjesi
- 1983. – SP, 1 brončana medalja (1500 m)
- 1984. – OI, 1 zlatna medalja (5000 m)
- 1987. – SP, 1 zlatna medalja (5000 m)
- 1988. – OI, 1 brončana medalja (800 m)

## Privatni život
Said Aouita oženio se Khadijom Skhir 1983. godine, godinu dana prije Olimpijskih igara 1984. Khadija Skhir najveća je podrška Saida Aouite, a zajedno imaju četvero djece: jednog sina Adila i tri kćeri; Soukaina, Sarah i Zeena. Dvije najstarije kćeri, Soukainu i Sarah, oboje je imenovao kralj Maroka, Hasan II. Supruga Said Aouite, Khadija Skhir podjednako je zainteresirana za sport jer u Taekwondou drži crni pojas 3. stupnja. Dvije najstarije Aouitine kćeri su na medicinskom polju, njegov sin Adil filmski je redatelj i producent, a najmlađa kći Zeena se bavi glazbom.
Po završetku atletske karijere Aouita je uspješno radio kao savjetnik za brojne sportske institucije, kao tehnički nacionalni menadžer u Maroku i nacionalni trener na daljinu u Australiji, ne samo zbog svog plodnog terenskog iskustva, već i zbog svojih akademskih kompetencija. Sada Aouita radi kao viši analitičar za sportski kanal Al Jazeeraa Sports. Aouita također ima tvrtku za sportsku odjeću koja je osnovana 2009. godine.

## Edukacija
Aouita je diplomirao menadžment, a magistrirao je poslovnu administraciju. Doktorirao je na sportskom menadžmentu, s temom modela za elitna sportska postignuća na Olimpijskim igrama. Zanima ga utjecaj sportskog poslovanja i treniranje mladih sportaša kod onih koji su kasnije postali olimpijski prvaci.

## Osobni rekordi
- 800 m: 1:43.86 (1988.)
- 1500 m: 3:29.46 (1985., tada svjetski rekord)
- 2000 m: 4: 50.81 (1987., tada svjetski rekord)
- 3000 m: 7:29.45 (1989., tada svjetski rekord)
- 5000 m: 12:58.39 (1987., tada svjetski rekord, prvi čovjek ispod 13 min.)